# صدف چروک خاردار اطلس
صدف چروک خاردار اطلس (نام علمی: Spondylus americanus) نام یک گونه از سرده صدف‌های چروک خاردار است.